# الشاب جيلاني
الشاب جيلاني مغني ليبي

## مشواره الفني
دخل الإذاعة والتلفزيون عام 1991 وتعامل مع الفنان الكبير كاظم نديم كانت له بداية جيدة مع عدة ملحنين أيضا مثل الفنان محمد حسن ، أول إطلالة له مع الجمهور من خلال حفلات مدرسية في سن الحادية عشرة من عمره وتغنى بأغنية «الهوى غلاب» لأم كلثوم والتي فتحت له باب الشهرة. بدايته في احتراف الغناء كانت عن طريق أغنية «وبعت سلامي» وهي أول أغنية يقدمها في الإذاعة والتلفزيون 
قدم ثلاث ألبومات في ليبيا كان أولها البوم «همسة طرب» قبل أن يتعاقد مع شركة إنتاج أخرى في دبي والتي قدم معها ألبومين ليحقق انطلاقته العربية من خلال المهرجانات والحفلات والأغنيات التي أصبح لها صدى طيب على المستوى العربي

### مشاركته كعضو لجنة تحكيم
عام 2017 شارك كعضو لجنة تحكيم في برنامج ستار ليبي 

## ألبومات
| الألبوم            | العام | المنتج   |
| ------------------ | ----- | -------- |
| همسة طرب           | 1991  |          |
| وعيوني سهارى       | 2003  | إي أم أي |
| طير الغرام         | 2004  | ميلودي   |
| حبك جاني في مكنوني | 2016  | فونت     |

## فيديو كليبات
| الأغنية              | المخرج       | العام | المنتج    |
| -------------------- | ------------ | ----- | --------- |
| وعيوني سهارى         | سليم الترك   | 2003  | بروكاست   |
| إنت أنا              | باسم كريستو  | 2003  | بروكاست   |
| واحشني بمشاركة أميرة | باسم كريستو  | 2003  | بروكاست   |
| بتروحي               | رونالد كولين | 2004  | بروكاست   |
| طبعا أغار            | رونالد كولين | 2005  | بروكاست   |
| عامين                | تامر حربي    | 2011  | إنتاج خاص |

## أغاني منفردة
- (1991):بعتلي سلام
- (1992):كل الناس تحس بزايد (وطنية)
- (2003):واحشني بمشاركة أميرة
- (2017):ما بصدق[5]
- (2018):«عيني قوليله»
- (2018):«من يستغنى عليك»

## الجوائز
- مصر: 2003 على ثلاث جوائز دفعة واحدة أولها جائزة سيد درويش لأفضل مطرب من مهرجان أغنية الحوض المتوسط بالإسكندرية
- مصر: 2003:مهرجان الفيديو كليب بشرم الشيخ المصرية فجنى الجائزتين «أفضل مطرب عربي وأفضل فيديو كليب» عن أغنية «أنت أنا»، بالإضافة إلى الجائزة الكبرى عن أغنية «وقف الزمن» في مهرجان القاهرة الدولي للأغنية
- مصر: 2003: جائزة أفضل أغنية مشتركة في مهرجان الأغنية العربية الأول بأدائه أغنية «وحشني حبييي» صحبة المطربة الليبية «أميرة» واللذين شاركا معا في أوبريت «كلنا بنكمل بعض» الذي كتبه الشاعر المصري سيد حجاب ووضع ألحانه الموسيقار حلمي بكر